# Putins verdeckter Krieg
Putins verdeckter Krieg: Wie Moskau den Westen destabilisiert ist ein Sachbuch von Boris Reitschuster über Wladimir Putins Herrschaft in Russland, der im Jahre 2016 im Econ-Verlag erschien und ein Bestseller wurde.

## Inhalt
Reitschuster widmete das Buch Boris Nemzow, Anna Politkowskaja, Alexander Litvinenko, Juri Schtschekotschichin, Stanislav Markelow, Paul Klebnikow, Sergei Magnitski, Natalja Estemirowa und Sergej Juschtschenko.
Er beschreibt modernisierte Strategien der Machterhaltung, darunter den Einsatz von Trollen in Internet und Sozialen Medien. Darüber hinaus sieht Reitschuster in Deutschland enge Verbindungen zu systemkritischen Parteien des rechten und linken Spektrums, zu einem Netzwerk von rechten Medien, zu gefälschten Anonymus-Internetseiten und zu alten Stasi-Netzwerken. Eine Lobbygruppe versuche, Einfluss zu nehmen, und es gebe wie in der Zeit der DDR eine kleine bewaffnete Einsatzgruppe, 250–300 russische Saboteure, die verdeckt in Deutschland leben und auf ein Signal warten. Politische Milieus seien unterwandert, der Westen sei zu naiv, das zu erkennen und Gegenmaßnahmen zu ergreifen. Eine „Mafia-Riege“, die Tambow-Mafia, habe den russischen Staat „gekapert“, beute ihn aus und verschleiere ihre Machenschaften hinter dem Deckmantel des Patriotismus. „Diese Erkenntnis tut so weh, dass sie viele lieber verdrängen; so wurde in Deutschland etwa kaum über die spanischen Ermittlungsergebnisse berichtet.“
Reitschuster beruft sich für seine Recherchen zur Einsatzgruppe „Systema“ auf westliche Geheimdienste. Auch einzelne Soldaten, Polizisten, Justizangestellte und Angehörige der deutschen Polizei- und Armee-Eliteeinheiten GSG 9 und KSK sollen zu ihr gehören, ihre Namen seien den Geheimdiensten bekannt. Aus einer Geheimdienstakte entnimmt Reitschuster, dass auch Manöver im Schweizer Hochgebirge und in Tschechien stattfänden, er konstatiert Verbindungen zu Kosaken und Nachtwölfen, der Reichsbürgerbewegung und Pegida.  Ziele seien das Herbeiführen von Unruhen und Verunsicherung im Zielgebiet, das Multiplizieren der Streitmacht durch die unerkannte Kommandogruppe, Anwerben künftiger Eliten, Verzerrung politischer und gesellschaftlicher Prozesse und die Vermittlung nicht-demokratischer Vorstellungen. Besonders Spätaussiedler seien das Ziel von Desinformation.

## Rezeption
Richard Herzinger (Die Welt) stellt in seiner Rezension vom 19. April 2016 fest, Reitschuster trage in seinem Buch umfassend und detailliert die vielfältigen Aspekte der internationalen Machenschaften Putins zusammen. „Für ihn sind der hybride Angriffskrieg gegen die Ukraine, die russische Intervention in Syrien und Operationen wie die im „Fall Lisa“ – als Moskau die fiktive Vergewaltigung einer 13-jährigen durch Flüchtlinge dazu nutzte, Russlanddeutsche gegen die deutsche Polizei und Justiz aufzuwiegeln – verschiedene Facetten derselben Globalstrategie.“ Ein Dilemma der Beweisführung Reitschusters sei jedoch, dass seine Schlussfolgerungen auf Indizien beruhten.
Hannes Adomeit lobt Reitschuster als ungewöhnlichen Journalisten mit besonderen Kenntnissen und Beziehungen zu Russland. Er hebt hervor, dass Reitschuster die Vorstellung Russlands als eines starken Staates relativiert, insofern in Russland statt Verfassung und Gesetzen eigentlich lediglich eine personenorientierte Diktatur mit demokratischer Fassade existiere.
Die „Keimzelle des Systems Putin“ sehe Reitschuster wie Karen Dawisha in der Datschen-Kooperative „Osero“ und Putins Verbindungen mit Anatoli Sobtschak, Pawel Borodin, Juri Kovaltschuk, Wladimir Jakunin,  Andrei Fursenko, Wladimir Smirnow, Wiktor Subkow sowie Anatoli Serdjukow. Die Verbindung zum Jelzin-Clan stellt Reitschuster in der Affäre um Juri Skuratow dar. Seine zentrale Frage nach dem Zusammenhang zwischen dem Charakter des „kriminellen Systems Putin“ und der Politik des Kremls im Verhältnis zum Westen, beantworte Reitschuster damit, dass die Vertrauensbasis für eine echte Partnerschaft fehle, weil sich Moskau weigere, Verantwortung für Rechtsbrüche sowohl innerstaatlichen Rechts als auch des Völkerrechts zu übernehmen.

## Zitat
Das Erstaunliche ist, dass Wladimir Putin eigentlich überhaupt nichts Neues macht. Wenn man in die Geschichte blickt, dann stellt man fest, dass all das, was er heute anwendet von der Propaganda über die Unterstützung von Parteien, über die Unterstützung von Organisationen, die im Ausland gegen das System sind, handelt es sich da gänzlich um Methoden, die schon die Sowjetunion und die DDR angewendet haben, die historisch belegt sind und die er jetzt lediglich in neuem Gewand, etwas modernisiert und vor allem auch mit Nutzung des Internets und mit neuer Technologien wiederaufleben lässt.